# Рубальская, Лариса Алексеевна
Лари́са Алексе́евна Руба́льская (род. 24 сентября 1945, Москва, СССР) — советская и российская поэтесса, автор текстов песен, переводчица и телеведущая. Член Союза писателей Москвы.

## Биография

### Ранние годы
Лариса Алексеевна Рубальская родилась 24 сентября 1945 года в Москве в еврейской семье Алексея (Айзика) Давидовича Рубальского (1920—1979), уроженца села Вчерайше (Житомирская область Украины), и Александры Яковлевны Рубальской (урождённой Лимон, 1924—2007). Брат — Валерий Алексеевич Рубальский (1949—2008).
Окончила Московский педагогический институт по специальности «преподаватель русского языка и литературы». Затем получила диплом переводчика японского языка. Много лет работала в качестве референта-переводчика в московских представительствах японской телекомпании NTV и газеты «Асахи».

### Творчество
В 1983 году начала поэтическую деятельность. Является автором более 600 стихов и текстов ко многим ставшим известными и популярными песням. Выпустила 15 поэтических сборников.
Первую песню Лариса Рубальская написала вместе с Владимиром Мигулей — «Воспоминание», а исполнила её Валентина Толкунова.
С 1984 года — многократный лауреат телеконкурса «Песня года».
Лариса Рубальская является автором песен, которые исполняли А. Пугачева — «Моя судьба», «Доченька», «Живи спокойно, страна», Ф. Киркоров — «Виноват я, виноват», «Ночной бал», М. Муромов — «Странная женщина», И. Аллегрова — «Транзитный пассажир», «Угонщица», «Сквозняки», «Ключи», «Тёмная лошадка», Т. Овсиенко — «Морозов», Алсу — «Свет в твоем окне», И. Кобзон — «Синий конверт», Я. Евдокимов — «Эхо в ночи», «Зря говорят», М. Боярский — «Сокольники», А. Добронравов — «Безнадёга», Н. Караченцов — «Мы в садовников играли», А. Малинин — «Напрасные слова» и многих других.
Немало творений посвящены теме возраста. Отношение к старению Лариса Алексеевна выразила в произведении «Я не хочу быть старой бабкой». Приписывают поэтессе и авторство рифм «Годы идут, годы движутся», хотя в интервью она неоднократно заявляла, что не писала эти строки. Точно неизвестно, кто написал и «Стоит старость у порога». Некоторые источники дают ссылку на Людмилу Тимоховцеву[значимость факта?].
В 1991 и 1993 годах Лариса Рубальская проводила творческие вечера в Театре эстрады. В 1995 году состоялся юбилейный творческий вечер поэтессы в концертном зале «Россия».
Лариса Рубальская сотрудничает с композиторами Д. Тухмановым, А. Добронравовым, В. Добрыниным, С. Березиным, А. Клевицким, А. Укупником, Э. Ханком, М. Минковым и другими. Принимает участие во многих телепрограммах («Счастливый случай», «Тема», «Шоу-Досье», «Утренняя почта», «К барьеру»), ведет активную концертную деятельность, участвует в жюри песенных конкурсов. Песня на стихи Рубальской «Сокольники» (композитор Владимир Мигуля), которую в 1986 году записал Михаил Боярский, стала гимном старинного парка «Сокольники» в Москве.

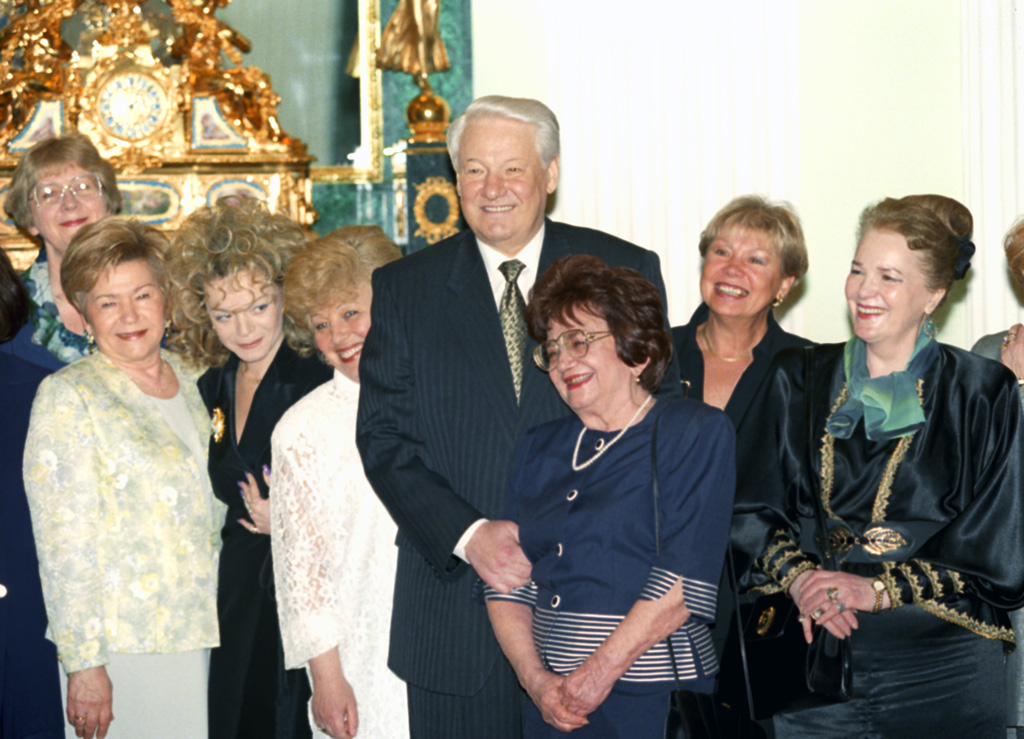
С президентом России Борисом Ельциным 8 марта 1998 года

В 2003 году создала фирму по организации праздников «Бюро находок Ларисы Рубальской». В 2011 году фирма была переименована в «Агентство праздников Ларисы Рубальской».
В июне 2019 года на канале «Культура» состоялся показ программы «Линия жизни», героиней которой стала Рубальская.
С марта 2021 года делает выпуски о кулинарии на своём YouTube-канале «Кулинарная стихия Ларисы Рубальской».
15 января 2022 года состоялся юбилейный концерт поэтессы «Живи спокойно, страна» в Крокус Сити Холле.
За жизнью поэтессы давно следят подписчики инстаграм-аккаунта, а в марте 2021 года она завела ещё и профиль в «ТикТоке».

### Личная жизнь
Муж (второй брак) — Давид Иосифович Розенблат, стоматолог, впоследствии продюсер Рубальской, скончался в 2009 году.
Детей нет.

## Работы

### Тексты песен
- «Аргентинское танго» (Д. Тухманов) — исп. Николай Басков
- «Безнадёга» (А. Добронравов) — исп. ВИА «Весёлые ребята», Александр Добронравов
- «Бессонница» (В. Чайка) — исп. Татьяна Овсиенко
- 1990 — «Билет на Копенгаген» (А. Буйнов) — исп. Александр Буйнов
- 2008 — «Бродяга-аккордеон» (К. Брейтбург) — исп. Валерий Леонтьев, Мила Романиди
- 1996 — «Были юными и счастливыми» (М. Минков) — исп. Лев Лещенко
- 1996 — «Виноват я, виноват!» (А. Укупник) — исп. Филипп Киркоров
- «Вологодчина» (Э. Ханок) — исп. Эдуард Хиль
- «Ворожи» (Д. Тухманов) — исп. Ирина Аллегрова (группа «Электроклуб»)
- «Воспоминание» (В. Мигуля) — исп. Валентина Толкунова
- 2005 — «Всё сначала» (А. Ружицкий) — исп. Кристина Орбакайте
- «Всё не просто» (В. Мигуля) — исп. Владимир Мигуля и Марина Мигуля
- «Всё бывает» (И. Муст) исп. Анне Вески
- «Всё может быть» (В. Добрынин) — исп. гр. «Доктор Шлягер», Лариса Долина
- «Вы никому не верите» (Д. Тухманов) — исп. Иосиф Кобзон
- «Дама с собачкой» (А. Добронравов) — исп. ВИА «Весёлые ребята»
- «Даня» (А. Добронравов) — исп. Александр Добронравов
- «Двадцать раз» (В. Чайка) — исп. Ирина Аллегрова
- «Дед Мороз» (Э. Ханок) — исп. Марина Девятова
- «Доноры» (А. Добронравов) — исп. Александр Добронравов
- «Доченька» (А. Савченко) — исп. Алла Пугачёва
- 2004 — «Дотронься» (Ю. Донская) — исп. Ксения Ларина
- «Дым Отечества» (А. Добронравов) — исп. Александр Добронравов
- «Живи спокойно, страна» (И. Крутой) — исп. Алла Пугачёва
- «Золотые шары» (С. Березин) — исп. Виталий Соломин, Ирина Мирошниченко
- «Измена» (А. Лукьянов) — исп. Ирина Аллегрова
- «Капризная» (С. Березин) — исп. ВИА «Пламя»
- 1993 — «Карты-картишки» (В. Чайка) — исп. Татьяна Овсиенко
- 1994 — «Ключи» (В. Добрынин) — исп. Ирина Аллегрова
- 2002 — «Кнопки» (А. Запорожец) — исп. Наталья Сенчукова
- «Лилии» (А. Клевицкий) — исп. Александр Айвазов
- «Лодочка» (А. Карелин) — исп. Ольга Зарубина
- «Люби меня, как я тебя» (В. Добрынин) — исп. ВИА «Весёлые ребята»
- «Люся» или «Давайте, Люся, потанцуем» (С. Березин) — исп. группа «Нескучный сад»
- «Мы в садовников играли» (С. Березин) — исп. Николай Караченцов и Ирина Уварова
- «Маруся» (А. Буйнов)
- «Межсезонье» (А. Клевицкий) — исп. Анне Вески
- «Миллениум-вальс» (Д. Тухманов) — исп. Иосиф Кобзон
- «Милицейская жена» (А. Добронравов) — исп. Александр Добронравов
- «Монисто» (Д. Тухманов) — исп. Ольга Денисенко
- 1994 — «Морозов» (А. Укупник) — исп. Татьяна Овсиенко
- 1993 — «Мулатка-шоколадка» (В. Чайка) — исп. Валерий Леонтьев
- 1987 — «На два дня» (С. Березин) — исп. ВИА «Пламя»
- «Напрасные слова» (Д. Тухманов) — исп. Александр Малинин
- «Наташка» (В. Чайка) — исп. Татьяна Овсиенко
- «Не первый» (В. Чайка) — исп. Ирина Аллегрова
- «Ночной бал» (И. Кравчик) — исп. Филипп Киркоров
- «Обломанная ветка» (В. Чайка) — исп. Татьяна Овсиенко
- «Ой, не надо» (А. Укупник) — исп. Ирина Аллегрова
- 2002 — «Она любила вишни» (А. Ружицкий) — исп. Алёна Апина
- «Охотница Диана» (И. Крутой) — исп. Валерий Леонтьев
- «Прошлогодний снег» (С. Березин) — исп. Анне Вески
- «По воле волн» (С. Березин) — исп. Анне Вески
- «Случайная ночь» (В. Добрынин) исп. Вячеслав Добрынин
- «Старые липы» (С .Березин) — исп. Анне Вески, Сергей Березин
- «Тёмная лошадка» (Д. Тухманов) — исп. Ирина Аллегрова, Игорь Тальков, Виктор Салтыков (группа «Электроклуб»)
- «Ты ответишь за базар» (И. Крутой) — исп. Ирина Аллегрова
- «Первый день» (С. Березин) — исп. ВИА «Пламя»
- «Переведи часы назад» (С. Березин) — исп. Аким Салбиев, исп. Ольга Зарубина и Сергей Березин
- «Песня барда» (А. Клевицкий) — исп. Игорь Тальков
- «Печали свет» (Д. Тухманов) — исп. Иосиф Кобзон
- «По всем календарям» (Л. Квинт) — исп. Александр Кальянов
- «Помогите кенгуру» (Т. Ефимов) — исп. ВИА «Пламя» (солист Алексей Кондаков)
- «Последний мост» (А. Морозов) — исп. София Ротару в сопровождении группы «Форум»
- «Прятки» (А. Морозов) — исп. Сергей Рогожин (группа «Форум»)
- «Русь» (Д. Тухманов) — исп. Сергей Мазаев
- 1994 — «Угонщица» (В. Чайка) — исп. Ирина Аллегрова
- «Хожу от дома к дому» (А. Укупник) — исп. Маша Распутина
- «Эскимос и папуас» (Б. Алибасов и А. Потёмкин) — исп. группа «На-На»
- «Я не в обиде на тебя» (А. Клевицкий) — исп. Анне Вески
- «Я тебя не прощу» (Д. Тухманов) — исп. Виктор Салтыков (группа «Электроклуб»)
- 1993 — «Транзитный пассажир» (В. Чайка) — исп. Ирина Аллегрова
- «Треугольник» (В. Добрынин) — исп. Алексей Глызин (ВИА «Весёлые ребята»)
- «Свет в твоём окне» (В. Байков) — исп. Алсу
- «У фонтана» (В. Добрынин) — исп. Вячеслав Добрынин
- «Ищите женщину» (С. Березин) — исп. ВИА «Пламя»
- «Так и быть» (В. Чайка) — исп. Татьяна Овсиенко
- «Я по полю» (И. Крутой) — исп. Александр Буйнов
- «Пастух» (С. Березин) — исп. ВИА «Пламя»
- «С той далёкой нашей ночи» (В. Чайка) — исп. Ирина Аллегрова и Виктор Чайка
- «Самурай» (Э. Ханок) — исп. группа «Дюна»
- «Серенада» (В. Добрынин) — исп. Михаил Шуфутинский
- «Сквозняки» (В. Чайка) — исп. Ирина Аллегрова
- «Снежный король» (С. Березин) — исп. группа «Нескучный сад»
- «Сокольники» (В. Мигуля) — исп. Владимир Мигуля, Михаил Боярский
- «Странная женщина» (М. Муромов) — исп. Михаил Муромов
- «Сургутский вальс» (А. Добронравов) — исп. Александр Добронравов
- «Счастливый случай» (Э. Ханок) — исп. Ядвига Поплавская и Александр Тиханович
- «Удивительная женщина» (В. Добрынин) — исп. Лев Лещенко
- 2004 — «Удивительный день» (А. Добронравов), исп. гр. «Белый орёл»
- «Элеонора» (А. Добронравов) — исп. Александр Добронравов
- «Я не верю своим глазам» (А. Добронравов) — исп. Александр Добронравов

### Произведения
- «Такая карта мне легла»
- «Кулинарные рецепты на бис», 2007
- «Переведи часы назад», сборник стихов, 2003
- «Выигрыш», рассказ
- «Закуски и горячее Для наших золотых мужей!», 2007
- «Напрасные слова», 2003
- «Кольцо горячих рук», сборник стихов, 2004
- Цикл «Мне жаль Иванова», состоит из 23 произведений
- Цикл «Все было, как положено»
- Цикл «Ночь разбилась вдребезги»
- Цикл «Ты говоришь — расставаться полезно …»
- Цикл «Кто учит птиц дорогу находить?»
- Цикл «Я сама не понимаю»
- «Его величество Салат»

## Награды и премии
- Медаль «За труды в культуре и искусстве» (11 апреля 2024 года) — за большой вклад в развитие отечественной культуры и искусства, многолетнюю плодотворную деятельность[11].
- Лауреат Национальной премии общественного признания достижений женщин «Олимпия» Российской Академии бизнеса и предпринимательства[12] в 2005 г.